# منتخب الدنمارك لاتحاد الرغبي
منتخب الدنمارك الوطني لاتحاد الرغبي (بالدنماركية: Danmarks herrelandshold i rugby union)‏ هو ممثل الدنمارك الرسمي في المنافسات الدولية في اتحاد الرغبي .